# کوه آلچانون
کوه آلچانون (به لاتین: Mount Alchanon) یک کوه در فیلیپین است که در منطقه اداری کوردیلرا واقع شده‌است. کوه آلچانون ۲٬۵۶۷ متر بالاتر از سطح دریا واقع شده‌است.